# David Muta
David Muta (Port Moresby, 10 ottobre 1987) è un allenatore di calcio ed ex calciatore papuano, di ruolo centrocampista, tecnico della nazionale maggiore e Under-23 papuana e dell'Hekari United.

## Carriera

### Club
Dal 2007 milita nella massima serie papuana con l'Hekari United, ad eccezione della stagione 2012 in cui si è trasferito in Australia venendo acquistato dal Sunshine Coast, club di seconda divisione.

### Nazionale
Nel 2011 ha esordito con la Nazionale papuana giocando alcune partite dei Giochi del Pacifico oppure valevoli per le qualificazioni ai Mondiali 2014.

## Palmarès

### Club

#### Competizioni nazionali
- Campionato di calcio della Papua Nuova Guinea: 6

Hekari United: 2007-2008, 2008-2009, 2009-2010, 2010-2011, 2011-2012, 2013

#### Competizioni internazionali
- OFC Champions League: 1

Hekari United: 2009-2010

### Individuale
- Miglior giocatore della Coppa delle nazioni oceaniane: 1

2016